# Zbudská Belá
Zbudská Belá é um município da Eslováquia, situado no distrito de Medzilaborce, na região de Prešov. Tem 15,97 km² de área e sua população em 2018 foi estimada em 127 habitantes.

## Demografia
| Ano:        | 1994 | 2004    | 2014   | 2024   |
| ----------- | ---- | ------- | ------ | ------ |
| Broj ljudi: | 179  | 130     | 126    | 114    |
| Razlika:    |      | -27,37% | -3,07% | -9,52% |

| Ano:               | 2023 | 2024   |
| ------------------ | ---- | ------ |
| Número de pessoas: | 116  | 114    |
| Diferença:         |      | -1,72% |